# Route nationale 448
Pour les articles homonymes, voir Route 448.
La route nationale 448, ou RN 448, est une route nationale française reliant Vigneux-sur-Seine à Corbeil-Essonnes. Avant les déclassements de 1972, elle possède également un tronçon du Plessis-Chenet (commune du Coudray-Montceaux) à Argent-sur-Sauldre qui est renommé RD 948 et RD 410.
Le tronçon restant (Vigneux-sur-Seine à Corbeil-Essonnes) est déclassé en 2006 en RD 448.

## De Vigneux-sur-Seine à Corbeil-Essonnes (D 448)
- Vigneux-sur-Seine (km 0)
- Draveil (km 5)
- Ris-Orangis (km 8)
- Soisy-sur-Seine (km 11)
- Saint-Germain-lès-Corbeil (km 15)
- Corbeil-Essonnes (km 16)

La route fait ensuite tronc commun avec la RN 191, dans sa traversée de l'agglomération de Corbeil.

## Ancien tracé: du Plessis Chenet à Beaumont-du-Gâtinais (D 948, D 410)
- Le Plessis-Chenet, commune du Coudray-Montceaux, (km 21)
- Auvernaux (km 25)
- Moigny-sur-École (km 37)
- Milly-la-Forêt (km 41)
- Oncy-sur-École (km 43)
- Tousson D 410 (km 48)
- Malesherbes, en tronc commun avec la RN 51, (km 55)
- Puiseaux D 948 (km 67)
- Beaumont-du-Gâtinais D 410 (km 75)

La route fait ensuite tronc commun avec la RN 375, jusqu'au Pont-des-Besniers (commune de Sury-aux-Bois).

## Ancien tracé: du Pont-des-Besniers à Argent-sur-Sauldre (D 948)
- Le Pont-des-Besniers, commune de Sury-aux-Bois, (km 98)
- Châtenoy (km 103)
- Bonnée (km 116)
- Sully-sur-Loire (km 120)
- Cerdon (km 135)
- Argent-sur-Sauldre (km 146)